# Ontsira nixoni
Ontsira nixoni är en stekelart som först beskrevs av Watanabe 1952.  Ontsira nixoni ingår i släktet Ontsira och familjen bracksteklar. Inga underarter finns listade i Catalogue of Life.